# Jair Ventura
Jair Ribeiro Zaksauskas Ventura (Río de Janeiro, Estado de Río de Janeiro, Brasil, 19 de marzo de 1979) es un exfutbolista y entrenador brasileño. Actualmente dirige al Avaí.

## Trayectoria como futbolista
Se desempeñaba como delantero y jugó para clubes brasileños como São Cristóvão, Bonsucesso, Bangu, Mesquita y el club francés Mulhouse además de equipos de Grecia y Gabón. Se retiró a la edad de 26 años y posteriormente milito en America Football Club y Madureira.

## Trayectoria como entrenador

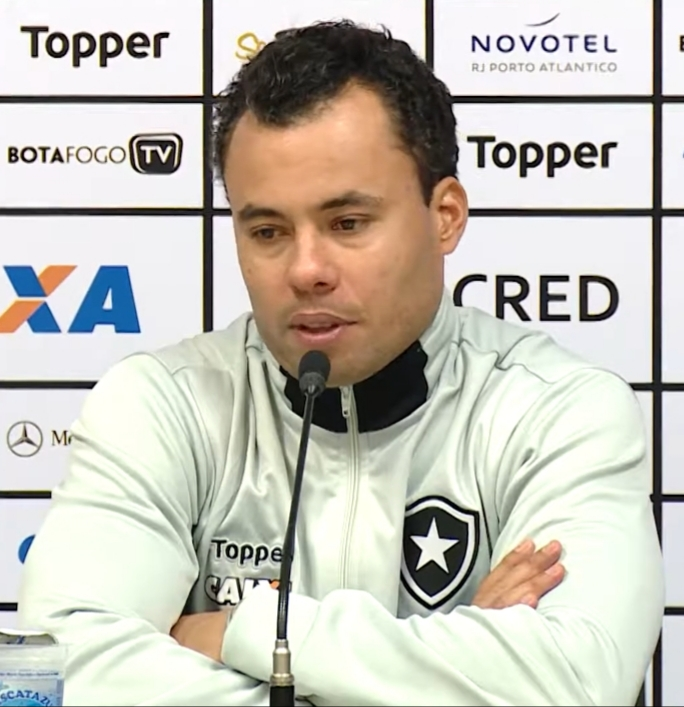
Ventura en una entrevista de prensa siendo el entrenador de Botafogo.

### Botafogo
En 2008, se unió al Botafogo como preparador físico. Al año siguiente, Ney Franco lo nombró subdirector y permaneció en el puesto durante las siguientes campañas. El 27 de enero de 2010, se hizo cargo del primer equipo como entrenador interino logrando en esa etapa una victoria por 2-1 en condición de visitante contra Tigres do Brasil en un partido válido por el Campeonato Carioca. Regresó a su papel como asistente después de la llegada de Joel Santana, pasando en ese entonces a dirigir al equipo sub-20 durante dos años antes de que fuera despedido en 2013. Aunque regresó en 2015 después de un breve paso por el Alagoano. El 13 de agosto de 2016, fue nombrado definitivamente director del primer equipo en sustitución de Ricardo Gomes quien paso a dirigir al São Paulo.
El 19 de diciembre de 2016, renovó su contrato hasta finales de 2018, tras clasificar al Botafogo a la Copa Libertadores del año siguiente. En ese torneo llevó al club a los cuartos de final, sin embargo terminó siendo eliminado por el eventual campeón Grêmio.

### Santos
El 22 de diciembre de 2017, Ventura anunció a la directiva del Botafogo que aceptaba la oferta de dirigir al Santos. El 3 de enero del año siguiente, el club lo anunció oficialmente.El 23 de julio de 2018, después de un empate 0-0 a domicilio contra el Chapecoense y con Peixe amenazado con el descenso fue cesado de sus funciones.

### Corinthians
El 6 de septiembre de 2018, fue anunciado como nuevo entrenador del Corinthians en sustitución de Osmar Loss.Sin embargo, terminó siendo despedido el 3 de diciembre y el club solo evitó el descenso.

### Sport Recife
El 24 de agosto de 2020, después de permanecer por más de un año sin club fue contratado por el Sport Recife en reemplazo de Daniel Paulista. Logró evitar el descenso del club, pero fue despedido el 5 de abril de 2021 después de ser eliminado de la Copa de Brasil 2021 y la Copa do Nordeste 2021.

### Chapecoense
El 31 de mayo de 2021 fue nombrado entrenador de Chapecoense, reemplazando al despedido Mozart. El 2 de agosto, después de 14 partidos sin victorias y con el club en el último lugar, fue destituido.

### Juventude
El 19 de octubre de 2021, Ventura reemplazó al despedido Marquinhos Santos al frente de la Juventude, su tercer equipo de la Serie A del año.Logró evitar el descenso con el club, pero fue despedido el 11 de febrero de 2022 tras un mal comienzo de temporada.

### Goiás
El 14 de abril de 2022, Ventura fue nombrado entrenador del Goiás también en la máxima categoría.El 13 de noviembre, tras clasificar al club a la Copa Sudamericana 2023, presentó su renuncia al cargo.

### Atlético Goianiense
El 24 de julio de 2023, Ventura se hizo cargo del Atlético Goianiense en la Serie By llevó al club a la máxima categoría después de vencer a Guarani en la última jornada.Ganó el Campeonato Goiano de 2024, pero fue despedido el 21 de junio de ese año.

### Nueva etapa en Juventude
El 17 de julio de 2024, inició su segundo ciclo en la Juventude.El 26 de octubre, fue relevado de sus funciones después de una serie de malos resultados.

### Regreso al Goiás
El 7 de diciembre de 2024, comenzó una nueva etapa en Goiás. A pesar de clasificar al club a la final de la Copa Verde, fue despedido el 25 de marzo de 2025.

### Avaí
El 28 de marzo de 2025, asumió al frente del Avaí.

## Clubes

### Como entrenador
| Club                | País   | Año           |
| ------------------- | ------ | ------------- |
| Botafogo (Interino) | Brasil | 2010          |
| Botafogo Sub-20     | Brasil | 2012 - 2013   |
| Botafogo (Interino) | Brasil | 2015          |
| Botafogo            | Brasil | 2016 - 2017   |
| Santos              | Brasil | 2018          |
| Corinthians         | Brasil | 2018          |
| Sport Recife        | Brasil | 2020 - 2021   |
| Chapecoense         | Brasil | 2021          |
| Juventude           | Brasil | 2021 - 2022   |
| Goiás               | Brasil | 2022          |
| Atlético Goianiense | Brasil | 2023-2024     |
| Juventude           | Brasil | 2024          |
| Goiás               | Brasil | 2024-2025     |
| Avaí                | Brasil | 2025-presente |

## Palmarés

### Como entrenador

#### Campeonatos regionales
| Título            | Club                | País   | Año  |
| ----------------- | ------------------- | ------ | ---- |
| Campeonato Goiano | Atlético Goianiense | Brasil | 2024 |